# Павле Пантелић
Павле Пантелић (1838−1899) био је драгачевски каменорезац из Дучаловића. Припада групи мање познатих  клесара надгробних споменика Доњег Драгачева.

## Живот
Рођен је 1838. године у Дучаловићима. Није познато где је и од кога учио каменорезачки занат. Са знатним осећајем за естетику и занатски вешто израдио је велики број споменика у Дучаловићима и околним селима.  Отац је локалног каменоресца Велимира Пантелића (1895-1962).
Умро је 1899. године. Сахрањен је на Подовчарском гробљу. Споменик му је, пуних 70 година након смрти, подигао унук Жарко Пантелић:
Овде почива
ПАВЛЕ Н. Пантелић
из Дучаловића
рођен 1838. а умро 1899. г.
У животу бијо је
каменорезац и словорезац
надгробних споменика
Спомен овај подиже му
од сина Велимира,
унук Жарко Пантелић
са својом породицом
1970.г.
Павле је рођен од родитеља
Ранђије и Николе Пантелића
и имао три брата
Димитрија Филипа и Матија.

## Дело
Павле Пантелић је клесао споменике од пешчара, у форми четвоространих стубова и вертикалних плоча надвишених крстом. У натписима је употребљавао и превуковска слова.
Надгробнике је украшавао хришћанским симболима (крстови, свеће, чираци), флоралном орнаментиком (лозице, стилизовано цвеће) и карактеристичним драгачевским мотивом – приказом голубова који зобљу грожђе. Понеком сеоском занатлији, као ознаку занимања, у камен је урезивао алат.